# Christoph Seidl (Sänger)
Christoph Seidl (geboren 1987 in Zwettl) ist ein österreichischer Opernsänger der Stimmlage Bass.

## Leben und Werk
Seidl wuchs in Weitra auf, wo er auch ersten Gesangsunterricht erhielt. Ab 2008 studierte er bei Ralf Döring an der Universität für Musik und darstellende Kunst Wien und schloss 2013 mit Auszeichnung ab. Er war Stipendiat des Richard-Wagner-Verbandes und besuchte Meisterkurse bei Helmut Deutsch, Thomas Hampson und Angelika Kirchschlager. Als Konzertsänger war er in einigen Städten Deutschlands und Österreichs zu hören, etwa in Haydns Nicolaimesse, Mozarts Krönungsmesse oder Schuberts G-Dur Messe. 
Er gastierte am Theater Gmunden und in Weitra mit Adolf Müllers Die schwarze Frau, beim Sommertraumfestival am Semmering als Masetto und Commendatore im Don Giovanni, am E.T.A.-Hoffmann-Theater in Bamberg als Antonio in Le nozze di Figaro und am Opernhaus Zürich in Schostakowitschs Lady Macbeth von Mzensk, hier dirigierte Teodor Currentzis. Seidl trat auch in mehreren Rollen am Schönbrunner Schloßtheater auf.
2013 war er Mitglied des Young Singers Project der Salzburger Festspiele. Dort verkörperte er den Osmin in Die Entführung aus dem Serail (in einer Fassung für Kinder) und sang im Großen Festspielhaus einen der sechs Flämischen Deputierten in Peter Steins Don-Carlos-Inszenierung (mit Antonio Pappano am Pult). In der Spielzeit 2013/14 gehörte er dem Internationalen Opernstudios Zürich an und übernahm kleinere Rollen in Verdi-, Wagner- und Strauss-Opern am Zürcher Opernhaus.
Seit September 2014 ist Seidl – für zwei Spielzeiten – im Jungen Ensemble des Theaters an der Wien engagiert. Am Haupthaus übernimmt er eine Reihe kleinerer Partien, in der Dependance Wiener Kammeroper Hauptrollen, wie den Fürsten Gremin in Tschaikowskis Eugen Onegin oder die Bass-Partien in Händels Rinaldo, Gassmanns Gli Uccellatori, Ravels Spanischer Stunde oder Poulencs Brüsten des Tiresias.